# Jamaat Shaim
Jamaat Shaim (arabiska: جماعة سحيم) är en stad i Marocko. Den ligger i provinsen Safi och regionen Marrakech-Safi, 270 km sydväst om huvudstaden Rabat. Antalet invånare var 11 251 vid folkräkningen 2014.